# Ukraine beim Eurovision Song Contest
Teilnehmende Rundfunkanstalt

Erste Teilnahme
2003
Anzahl der Teilnahmen
20 (Stand 2025)
Höchste Platzierung
1 (2004, 2016, 2022)
Höchste Punktzahl
631 (2022)
Niedrigste Punktzahl
30 (2003, 2005)
Punkteschnitt (seit erstem Beitrag)
172,82 (Stand 2021)
Punkteschnitt pro abstimmendem Land im 12-Punkte-System
3,60 (Stand 2021)
Dieser Artikel befasst sich mit der Geschichte der Ukraine als Teilnehmer am Eurovision Song Contest.

## Regelmäßigkeit der Teilnahme und Erfolge im Wettbewerb

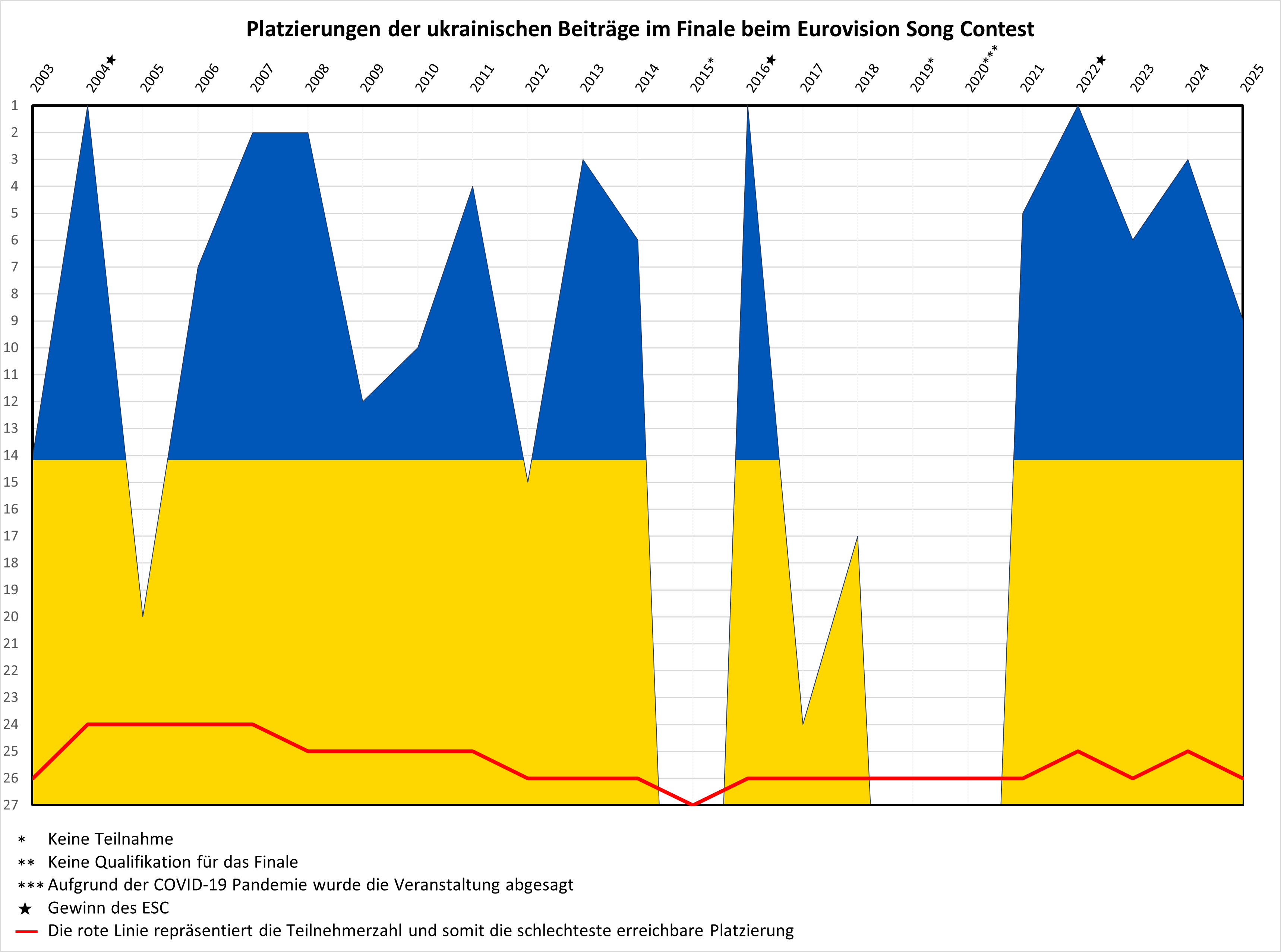
Platzierungen der Ukraine im Finale (Stand 2025)

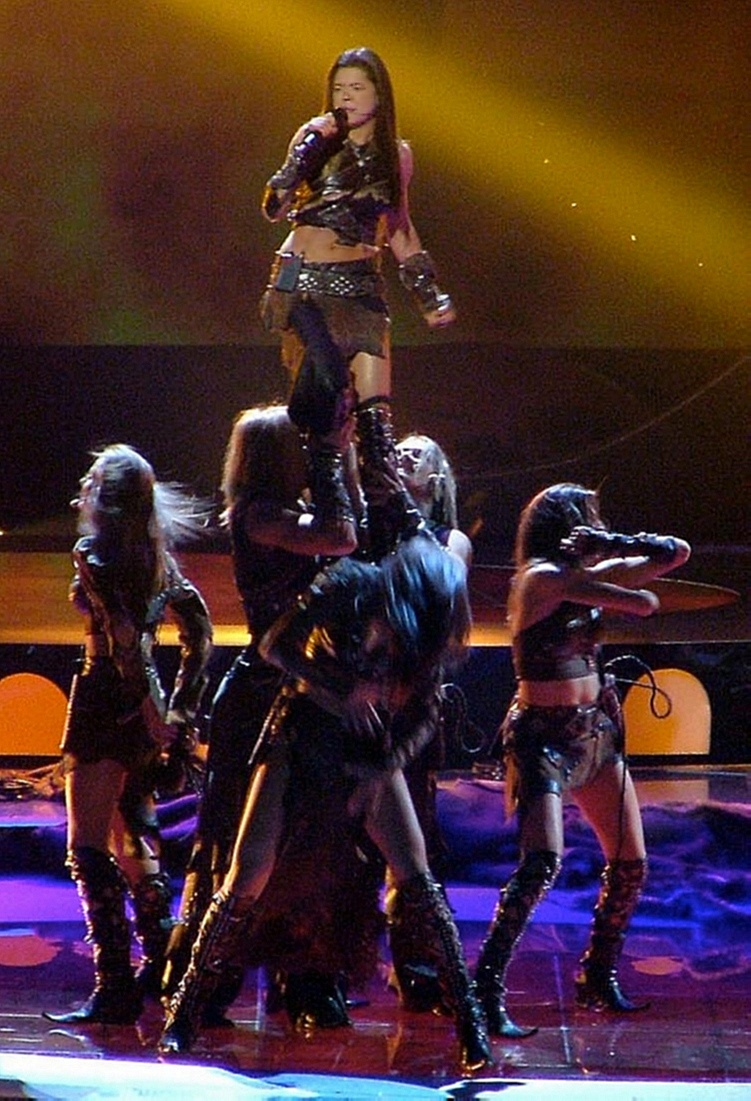
Ruslana, die erste ukrainische Siegerin 2004 in Istanbul

Die Ukraine nahm erstmals 2003 in Riga teil. Mit dem Sänger Oleksandr Ponomarjow erreichte das Land Platz 14 und somit eine Platzierung im Mittelfeld. Durch diese Platzierung musste die Ukraine allerdings 2004 am Halbfinale teilnehmen. Mit Platz 2 dort war das Land sofort erfolgreich und erreichte das Finale. Dort konnte die Sängerin Ruslana dann mit ihrem Lied Wild Dances Platz 1 erreichen und holte mit 280 Punkten eine neue Höchstpunktzahl für das Land. Nach diesem Erfolg war die Ukraine 2005 Gastgeber, konnte aber nicht an den Vorjahreserfolg anknüpfen. Das Duo Greenjolly landete lediglich auf Platz 20 von 24, was lange Zeit das schlechteste Ergebnis des Landes im Wettbewerb war. In den Folgejahren war das Land aber deutlich erfolgreicher.
Durch die schlechte Vorjahresplatzierung musste die Ukraine 2006 wieder am Halbfinale teilnehmen, konnte aber dort Platz 7 erreichen, womit das Land das Finale erreichte. Dort holte Tina Karol mit Platz 7 dann wieder ein gutes Ergebnis für das Land. 2007 und 2008 war die Ukraine dann sehr erfolgreich und holte jeweils Platz 2 im Finale. 2008 gelang es Ani Lorak sogar das Halbfinale zu gewinnen. 2009 hingegen belegte das Land lediglich Platz 12 im Finale und war somit zum ersten Mal seit 2005 nicht unter den besten Zehn vertreten. 2010 erreichte die Sängerin Alyosha dann mit Platz 10 wieder, wenn auch knapp, eine Platzierung unter den besten Zehn. 2011 konnte die Sängerin Mika Newton das Ergebnis sogar noch überbieten und belegte am Ende Platz 4 im Finale. 2012 endete dieser Erfolg aber wieder. Die Sängerin Gaitana landete am Ende lediglich im Mittelfeld auf Platz 15. Damit erreichte die Ukraine erstmals nach sieben Jahren wieder die rechte Tabellenhälfte. Umso erfolgreicher war die Ukraine im Jahr 2013, als die Sängerin Zlata Ohnjewitsch Platz 3 im Halbfinale und Finale erreichte und damit das beste Ergebnis seit 2008 holte. Auch 2014 war die Ukraine erfolgreich im Wettbewerb und belegte am Ende mit der Sängerin Marija Jaremtschuk Platz 6 im Finale. Am 19. September 2014 gab der Sender NTU allerdings bekannt, dass sich das Land vom Eurovision Song Contest 2015 zurückziehen werde. Als Gründe wurden die politische Lage sowie die schlechte finanzielle Lage angegeben. So kehrte das Land erst 2016 zum Wettbewerb zurück.
2016 war die Rückkehr dann ein voller Erfolg. Nachdem die Sängerin Jamala Platz 2 im Halbfinale erreicht hatte, konnte sie schließlich am Ende den Wettbewerb gewinnen. Es war der bereits zweite Sieg des Landes beim Wettbewerb, womit die Ukraine das bis heute einzige osteuropäische Land ist, welches bereits mehrfach gewinnen konnte. Zugleich stellte Jamala einen neuen Punkterekord für die Ukraine mit 534 Punkte auf und war die erste Siegerin beim ESC, die es über 400 Punkte schaffte. Geschuldet war dies allerdings auch dem neuen Abstimmungsverfahren beim Wettbewerb 2016. 2017 richtete die Ukraine dann zum zweiten Mal den Eurovision Song Contest aus, war aber, wie schon 2005, wenig erfolgreich im eigenen Land. Schließlich holte die Band O.Torvald nur den drittletzten Platz im Finale und damit die bis heute schlechteste Platzierung für die Ukraine beim Wettbewerb. Auch 2018 konnte das Land nicht an die vorherigen Erfolge anknüpfen. So landete der Sänger Mélovin lediglich auf Platz 17 im Finale, womit die Ukraine zum ersten Mal zwei Jahre in Folge keinen Platz unter die besten Zehn erreichte. Trotz dieser geringeren Erfolge wollte die Ukraine 2019 ursprünglich teilnehmen und hielt bereits einen Vorentscheid ab, zog sich Ende Februar 2019 aber vom Wettbewerb zurück. 2020 kehrte die Ukraine zum Wettbewerb zurück. Dieser konnte wegen der COVID-19-Pandemie aber nicht stattfinden, weshalb die Rückkehr zum Wettbewerb erst 2021 erfolgte.
Die Rückkehr 2021 war allerdings ein voller Erfolg. So holte die Band Go_A im Halbfinale Platz 2 und qualifizierte sich damit erneut für das Finale. Dort belegte das Lied Shum am Ende Platz 5 mit 364 Punkten, wobei davon 267 Punkte vom Televoting standen, wo die Band Platz 2 belegte. Es war das beste Ergebnis der Ukraine seit 2016.
2022 gewann der ukrainische Beitrag Stefania der Band Kalush. Der Beitrag stand im Kontext vom Ukraine-Krieg, welcher zu einem Ausschluss von Russland und Belarus führte. Für die Interpreten musste eine Sonderausreisegenehmigung wegen des in der Ukraine verhängten Kriegsrechts erteilt werden. Ursprünglich sollte Alina Pash zum ESC geschickt werden. Allerdings verzichtete sie am 16. Februar 2022 auf die Teilnahme, nachdem sie 2015 illegal die von Russland annektierte Halbinsel Krim besucht hatte. Ein Bandmitglied blieb in der Ukraine, um bei der Verteidigung gegen die Russische Invasion zu helfen.
2023 war die Ukraine als Titelverteidiger direkt für das Finale qualifiziert, wo man mit Platz 6 erneut eine Platzierung unter den ersten Zehn erreichen konnte. 2024 erzielte man nach erfolgreicher Finalqualifikation einen 3. Platz. Im Folgejahr wurde der 9. Platz erreicht. Seit 2021 landeten alle Beiträge in der Top-Ten, wenn nicht in der Top Five. 
Insgesamt landeten 15 von den 20 ukrainischen Beiträgen in der linken Tabellenhälfte. Dazu konnte das Land bisher drei Siege einfahren, zwei zweite Plätze und einen dritten Platz belegen. Ebenso platzierte sich das Land insgesamt dreizehn Mal unter den besten Zehn. Durch das Ausscheiden von Australien beim ESC 2021 ist die Ukraine das einzige Teilnehmerland des ESC, welches noch nie im Halbfinale, das 2004 eingeführt wurde, ausgeschieden ist. Bei erst 20 Teilnahmen am Wettbewerb gelang es dem Land bereits dreimal zu gewinnen. Somit gehört die Ukraine zu den erfolgreichsten Teilnehmern beim Wettbewerb.

## Liste der Beiträge
Farblegende:
– 1. Platz. 
– 2. Platz. 
– 3. Platz. 
– Punktgleichheit mit dem letzten Platz.
– ausgeschieden im Halbfinale/in der Qualifikation/im osteuropäischen Vorentscheid.
– keine Teilnahme/nicht qualifiziert.
– Absage des Eurovision Song Contests.
| Jahr | Interpret                                 | Lied Musik (M) und Text (T)                                                                                    | Sprache                                 | Übersetzung                             | Finale                                           | Finale                                           | Halbfinale/ Qualifikation                        | Halbfinale/ Qualifikation                        | Nationaler Vorentscheid  |
| Jahr | Interpret                                 | Lied Musik (M) und Text (T)                                                                                    | Sprache                                 | Übersetzung                             | Platz                                            | Punkte                                           | Platz                                            | Punkte                                           | Nationaler Vorentscheid  |
| ---- | ----------------------------------------- | --- | --------------------------------------- | --------------------------------------- | ------------------------------------------------ | ------------------------------------------------ | ------------------------------------------------ | ------------------------------------------------ | ------------------------ |
| 2003 | Oleksandr Ponomarjow Олександр Пономарьов | Hasta la vista M: Svika Pick; T: Mirit Shem Or                                                                 | Englisch a                              | Auf Wiedersehen                         | 14 / 26                                          | 30                                               | Direkt für das Finale qualifiziert               | Direkt für das Finale qualifiziert               | interne Auswahl          |
| 2004 | Ruslana Руслана                           | Wild Dances M: Ruslana; T: Ruslana, Oleksandr Ksenofontov                                                      | Englisch, Ukrainisch                    | Wilde Tänze                             | 1 / 24                                           | 280                                              | 2 / 22                                           | 256                                              | interne Auswahl          |
| 2005 | Greenjolly                                | Razom nas bahato (Разом нас багато) M/T: Roman Kalyn, Roman Kostyuk, Mikola Kulinich                           | Ukrainisch, Englisch                    | Zusammen sind wir mehr                  | 20 / 24                                          | 30                                               | Direkt für das Finale qualifiziert               | Direkt für das Finale qualifiziert               | Nationaler Vorentscheid  |
| 2006 | Tina Karol Тіна Кароль                    | Show Me Your Love M: Tina Karol, Mikhail Nekrasov; T: Pavel Shilko                                             | Englisch                                | Zeige mir deine Liebe                   | 7 / 24                                           | 145                                              | 7 / 23                                           | 146                                              | Ty-Zirka 2006            |
| 2007 | Verka Serduchka Вєрка Сердючка            | Dancing Lasha Tumbai M/T: Andrei Danilko                                                                       | Englisch, Deutsch, Ukrainisch, Russisch | Den Lasha Tumbai tanzen                 | 2 / 24                                           | 235                                              | Direkt für das Finale qualifiziert               | Direkt für das Finale qualifiziert               | Nationaler Vorentscheid  |
| 2008 | Ani Lorak Ані Лорак                       | Shady Lady M: Filipp Kirkorow; T: Karen Kavaleryan                                                             | Englisch                                | Dubiose Dame                            | 2 / 25                                           | 230                                              | 1 / 19                                           | 152                                              | Nationaler Vorentscheid  |
| 2009 | Switlana Loboda Світлана Лобода           | Be My Valentine (Anti-Crisis Girl) M: Switlana Loboda; T: Jewgeni Matjuschenko                                 | Englisch                                | Sei mein Valentin (Anti-Krisen-Mädchen) | 12 / 25                                          | 76                                               | 6 / 19                                           | 80                                               | Nationaler Vorentscheid  |
| 2010 | Alyosha                                   | Sweet People M: Olena Kucher, Borys Kukoba, Vadim Lisitsa; T: Olena Kucher                                     | Englisch                                | Liebe Leute                             | 10 / 25                                          | 108                                              | 7 / 17                                           | 77                                               | Nationaler Vorentscheid  |
| 2011 | Mika Newton                               | Angel M: Ruslan Kvinta; T: Maryna Skomorohova                                                                  | Englisch                                | Engel                                   | 4 / 25                                           | 159                                              | 6 / 19                                           | 81                                               | Nationaler Vorentscheid  |
| 2012 | Gaitana                                   | Be My Guest M/T: Gaitana                                                                                       | Englisch                                | Sei mein Gast                           | 15 / 26                                          | 65                                               | 8 / 18                                           | 64                                               | Nationaler Vorentscheid  |
| 2013 | Zlata Ohnjewitsch Злата Огневіч           | Gravity M: Mikhail Nekrasov; T: Karen Kavaleryan                                                               | Englisch                                | Schwerkraft                             | 3 / 26                                           | 214                                              | 3 / 16                                           | 140                                              | Nationaler Vorentscheid  |
| 2014 | Marija Jaremtschuk Mapия Яремчук          | Tick-Tock M: Marija Jaremtschuk; T: Marija Jaremtschuk, Sandra Bjurman                                         | Englisch                                | –                                       | 6 / 26                                           | 113                                              | 5 / 16                                           | 118                                              | Nationaler Vorentscheid  |
| 2015 | Auf Teilnahme verzichtet                  | Auf Teilnahme verzichtet                                                                                       | Auf Teilnahme verzichtet                | Auf Teilnahme verzichtet                | Auf Teilnahme verzichtet                         | Auf Teilnahme verzichtet                         | Auf Teilnahme verzichtet                         | Auf Teilnahme verzichtet                         | Auf Teilnahme verzichtet |
| 2016 | Jamala Джамала                            | 1944 M/T: Susana Jamaladinowa                                                                                  | Krimtatarisch, Englisch                 | –                                       | 1 / 26                                           | 534                                              | 2 / 18                                           | 287                                              | Widbir 2016              |
| 2017 | O.Torwald                                 | Time M/T: O.Torwald                                                                                            | Englisch                                | Zeit                                    | 24 / 26                                          | 36                                               | Direkt für das Finale qualifiziert               | Direkt für das Finale qualifiziert               | Widbir 2017              |
| 2018 | Mélovin                                   | Under the Ladder M: Mélovin; T: Mike Ryals                                                                     | Englisch                                | Unter der Leiter                        | 17 / 26                                          | 130                                              | 6 / 18                                           | 179                                              | Widbir 2018              |
| 2019 | Maruv                                     | Siren Song M: Hanna Korsun, Mikhail Busin; T: Hanna Korsun                                                     | Englisch, Deutsch                       | Sirenen-Lied                            | Teilnahme zurückgezogen                          | Teilnahme zurückgezogen                          | Teilnahme zurückgezogen                          | Teilnahme zurückgezogen                          | Widbir 2019              |
| 2020 | Go_A                                      | Solovey (Соловей) M: Taras Schewtschenko, Kateryna Pawlenko; T: Kateryna Pawlenko                              | Ukrainisch                              | Nachtigall                              | Absage wegen der COVID-19-Pandemie durch die EBU | Absage wegen der COVID-19-Pandemie durch die EBU | Absage wegen der COVID-19-Pandemie durch die EBU | Absage wegen der COVID-19-Pandemie durch die EBU | Widbir 2020              |
| 2021 | Go_A                                      | SHUM (ШУМ) M: Taras Schewtschenko, Kateryna Pawlenko, Ihor Didentschuk; T: Kateryna Pawlenko                   | Ukrainisch                              | Lärm                                    | 5 / 26                                           | 364                                              | 2 / 16                                           | 267                                              | interne Auswahl          |
| 2022 | Kalush Orchestra                          | Stefania (Стефанія) M: Ihor Didentschuk, Tymofij Musytschuk, Witalij Duschyk; T: Ywan Klymenko, Oleh Psjuk     | Ukrainisch                              | −                                       | 1 / 25                                           | 631                                              | 1 / 17                                           | 337                                              | Widbir 2022              |
| 2023 | Tvorchi                                   | Heart of Steel M: Andrij Huzuljak; T: Jimoh Augustus Kehinde                                                   | Englisch, Ukrainisch                    | Herz aus Stahl                          | 6 / 26                                           | 243                                              | Direkt für das Finale qualifiziert               | Direkt für das Finale qualifiziert               | Widbir 2023              |
| 2024 | Alyona Alyona & Jerry Heil                | Teresa & Maria M/T: Aljona Sawranenko, Anton Tschilibi, Jana Schemajewa, Iwan Klymenko                         | Ukrainisch, Englisch                    | Teresa & Maria                          | 3 / 25                                           | 453                                              | 2 / 15                                           | 173                                              | Widbir 2024              |
| 2025 | Ziferblat                                 | Bird of Pray M: Walentyn Leschtschynskyj, Danyjil Leschtschynskyj, Fedir Chodakow; T: Walentyn Leschtschynskyj | Englisch, Ukrainisch                    | Gebetsvogel                             | 9 / 26                                           | 218                                              | 1 / 15                                           | 137                                              | Widbir 2025              |

## Kommentatoren und Punktesprecher
| Jahr | Kommentator | Punktesprecher           |
| ---- | --- | ------------------------ |
| 2002 | Pavlo Shylko & Mariya Orlova                                                                                                   | Keine Teilnahme          |
| 2003 | Pavlo Shylko & Dmytro Kryzhanivskyi                                                                                            | Lyudmyla Hariv           |
| 2004 | Rodion Pryntsevskyi | Pavlo Shylko             |
| 2005 | Yaroslav Chornenkyi | Mariya Orlova            |
| 2006 | Pavlo Shylko | Igor Posypaiko           |
| 2007 | Timur Miroschnytschenko | Kateryna Osadcha         |
| 2008 | Timur Miroschnytschenko | Marysya Horobets         |
| 2009 | Timur Miroschnytschenko | Marysya Horobets         |
| 2010 | Timur Miroschnytschenko | Iryna Zhuravska          |
| 2011 | Timur Miroschnytschenko & Tetyana Terekhova                                                                                    | Ruslana                  |
| 2012 | Timur Miroschnytschenko & Tetyana Terekhova                                                                                    | Oleksiy Matias           |
| 2013 | Timur Miroschnytschenko & Tetyana Terekhova                                                                                    | Oleksiy Matias           |
| 2014 | Timur Miroschnytschenko & Tetyana Terekhova                                                                                    | Zlata Ohnjewitsch        |
| 2015 | Timur Miroschnytschenko & Tetyana Terekhova                                                                                    | Auf Teilnahme verzichtet |
| 2016 | Timur Miroschnytschenko & Tetyana Terekhova                                                                                    | Verka Serduchka          |
| 2017 | Tetyana Terekhova & Andrii Horodyskyi                                                                                          | Zlata Ohnjewitsch        |
| 2018 | Timur Miroschnytschenko (alle Shows) Marija Jaremtschuk (Erstes Halbfinale) Alyosha (Zweites Halbfinale) Jamala (Finale)       | Natalija Schyschtschenko |
| 2019 | Timur Miroschnytschenko | Auf Teilnahme verzichtet |
| 2021 | Timur Miroschnytschenko | Tayanna                  |
| 2022 | Timur Miroschnytschenko | Kateryna Pawlenko        |
| 2023 | Timur Miroschnytschenko | Zlata Ohnjewitsch        |
| 2024 | Timur Miroschnytschenko (alle Shows) Vasyl Baidak (Finale)                                                                     | Jamala                   |
| 2025 | Timur Miroschnytschenko (alle Shows) Olexandr Pedan (Erstes Halbfinale) Vlad Kuran (Zweites Halbfinale) Alyona Alyona (Finale) | Jerry Heil               |

## Nationale Vorentscheide
Die Ukraine wählte den Großteil seiner Beitrage über eine Vorentscheidung aus. Lediglich 2003, 2004 und 2021 wurde der Beitrag intern ausgewählt. In allen anderen Jahren wurde jeweils ein nationalen Vorentscheid veranstaltet, mit wechselnden Modus:

### 2005
2005 war der Vorentscheid besonders aufwändig, er umfasste nicht weniger als 15 Halbfinalrunden mit je fünf Teilnehmern, von denen sich jeweils der beste für das Finale qualifizierte. Kurz vor dem Finale gab NTU jedoch bekannt, dass vier weitere Künstler eine „Wildcard“ für das Finale erhielten, von denen Greenjolly auch gewannen. Abgestimmt wurde per Telefonvoting.

### 2006
Mit Hilfe der Castingshow Ti-Zirka, an der jedoch auch professionelle Sänger teilnehmen konnten, sollte der ukrainische Vertreter 2006 bestimmt werden. Die drei Finalisten stellten jeweils einen eigenen Beitrag vor und durch eine Mischung aus Telefonabstimmung und einer professionellen Jury.

### 2007
2007 wurde ein Vorentscheid im „klassischen“ Sinn veranstaltet, sieben Künstler stellten an einem Abend je einen Titel vor. Der Sieger wurde erneut mit Hilfe einer Mischung aus Telefonvoting und Expertenjury bestimmt.

### 2008
2008 wählte NTU die Sängerin Ani Lorak intern aus. Ihr Lied wurde über eine Vorentscheidung ermittelt, an denen sie fünf Beiträge präsentierte. Am Ende entschied sich das Publikum für den Titel Shady Lady.

### 2009
2009 fand wieder ein klassischer Vorentscheid statt, indem das Ergebnis zu 50 % per Televoting und zu 50 % per Juryvoting entschieden wird. Am Halbfinale nahmen dabei 31 Beiträge teil, wovon 15 das Finale erreichten. Am Ende gewann der Titel Be My Valentine (Anti-Crisis Girl) von Svetlana Loboda den Vorentscheid.

### 2010
An Silvester 2009 stellte der ukrainische Sender den intern ausgewählten Kandidaten für den Grand Prix 2010 vor. Es war Wassyl Lazarowich. Am 6. März stellte er in einem öffentlichen Vorentscheid sechs Songs vor. Entschieden wurde per Televoting und Expertenjury. Es gab Kritik, weil andere Sänger nicht die Chance hatten, sich als Kandidat zu bewerben. Gewonnen hat die Ballade I Love You.
Allerdings wechselte kurz darauf das Management des Senders. Dies entschied, dass der jetzige Teilnehmer zurückgezogen und ein Neuer gesucht wird. Jetzt hatten auch andere Sänger die Chance das Ticket nach Oslo zu lösen. Der Sender erlaubte dem zurückgewiesenen Sänger Wassyl Lazarowich an dem neuen Vorentscheid teilzunehmen. Dies tat er auch, wurde aber mit seinem vorher ausgewählten Song nur Achter. 20 Songs nahmen im Finale ohne Semifinals teil. Entschieden wurde wieder per Televoting und Expertenjury.

### 2011
In diesem Jahr gab es 5 Vorrunden, drei Semifinals vor dem eigentlichen Finale. Auch 2011 gab es einen Eklat bei der Vorentscheidung, da sich die Zweitplatzierte Zlata Ohnjewitsch und die Drittplatzierte Jamala aufgrund einer angeblichen Abstimmungsmanipulation durch die Siegerin Mika Newton betrogen fühlten. Der Sender NTU bot ein zweites Finale unter den ersten drei an, das aber aufgrund der Absage der beiden Kläger nicht zustande kam. Somit konnte Mika Newton dennoch die Ukraine vertreten.

### 2012–2014
Seit 2012 gab es keinerlei Auffälligkeiten mehr. Die Vorrunden wurden abgeschafft und ein Finale, 2012 im Februar und seit 2013 Ende Dezember, bestehend aus 21 und seit 2013 20 Teilnehmern, führt zum ukrainischen Beitrag.

### 2016
Für 2016 wurde eine Kooperation mit dem privaten TV-Sender STB organisiert. Die Auswahl begann zunächst mit einer Reihe von Live-Auditions im Dezember in der gesamten Ukraine. Am 5. und 6. Dezember fanden offene Castings in Saporischschja und Charkiw statt, am 12. und 13. Dezember in Odessa und Lwiw, sowie am 19. und 20. Dezember in Dnipropetrowsk und Kiew. Nach einer Vorab-Auswahl wurden die 18 Teilnehmer bekanntgegeben. Beim anschließenden Televoting des Vorentscheid wurde die Telefonkosten durch den Sender STB getragen, damit möglichst viele Ukrainer an der Wahl mitwirken können. Es gab zwei Semifinals mit neun Teilnehmern am 6. und 13. Februar, von denen jeweils drei das Finale erreichten. Das Finale fand am 21. Februar 2016 statt.

### 2017, 2018 und 2020
Trotz Ausrichtung des ESC 2017 entschied sich der ukrainische Fernsehsender NTU in Kooperation mit STB, einen nationalen Vorentscheid nach gleichen Prinzip wie im Vorjahr zu veranstalten. Dieser fand am 25. Februar 2017 statt. Auch 2018 und 2020 wurde die Kooperation fortgesetzt. Der Vorentscheid nutzte dabei ebenfalls das gleiche Prinzip wie schon zuvor.

### 2019
2019 wollte das Land ursprünglich teilnehmen und wählte bereits eine Kandidatin über die Vorentscheidung Widbir 2019 aus. Die Siegerin MARUV stimmte allerdings nicht dem Vertrag von UA:Perschyj zu, der unter anderem vorsah, dass sie alle Kosten für Tel Aviv selber tragen müsste und ihre Konzerte in Russland hätte absagen müssen. Dazu hätte sie sich ohne Absprache mit dem Sender nicht mehr öffentlich äußern dürfen. So kontaktierte UA:Perschjy die Zweitplatzierten und Drittplatzierten der Vorentscheidung, die allerdings ebenfalls nicht die Ukraine vertreten wollten, da sie die Vorentscheidung nicht rechtmäßig gewonnen hatten. Am 27. Februar 2019 gab der Sender dann bekannt, dass sie ihre Teilnahme 2019 zurückziehen. 2020 wolle der Sender zurückkehren, allerdings nur, wenn Russland nicht gewinnen sollte.

## Sprachen
Ein Großteil der ukrainischen Beiträge wurde komplett auf Englisch vorgestellt, es gab jedoch einige Ausnahmen. So hatte der Beitrag von 2003 eine spanische Titelzeile und der Siegertitel von 2004 enthielt einige Zeilen in der Landessprache. Sowohl 2005 als auch 2007 waren die Lieder multilingual: Greenjolly sangen auf Ukrainisch, Englisch, Polnisch, Deutsch, Spanisch, Tschechisch, Französisch und Russisch; Verka Serduchka zwei Jahre später auf Englisch, Deutsch, Ukrainisch und Russisch. Die beiden Worte in der Titelzeile Lasha Tumbai haben keine Bedeutung, hören sich aber nach Russia goodbye an. Da politische Stellungnahmen beim Eurovision Song Contest nicht erlaubt sind, behauptete Verka, die Worte seien Mongolisch und bedeuteten „geschlagene Butter“. Seitdem sang man, vom Siegertitel 2016 von Jamala abgesehen, der neben englischen Strophen einen Refrain auf Krimtatarisch enthält, bis 2019 nur auf Englisch. Die Beiträge 2020, 2021 (jeweils Go_A) und 2022 (Siegertitel von Kalush Orchestra) waren dagegen komplett auf Ukrainisch, wiederum jener von 2023 komplett auf Englisch.

## Kommerzielle Erfolge
Wild Dances war europaweit kommerziell sehr erfolgreich. Dancing Lasha Tumbai, der Beitrag des Jahres 2007, erreichte – allein durch Downloads – Platz 28 in Großbritannien sowie Platz 31 in Irland. In Frankreich war das Lied sogar ein Top-10-Hit und erreichte Platz sechs.

## Ausgetragene Wettbewerbe
| Jahr | Stadt | Austragungsort                  | Moderation                                                           |
| ---- | ----- | ------------------------------- | -------------------------------------------------------------------- |
| 2005 | Kiew  | Sportpalast                     | Marija Jefrossynina & Pawlo Schylko                                  |
| 2017 | Kiew  | International Exhibition Centre | Wolodymyr Ostaptschuk, Oleksandr Skitschko & Timur Miroschnytschenko |

## Punktevergabe
Folgende Länder erhielten die meisten Punkte von oder vergaben die meisten Punkte an die Ukraine (Stand: 2025):
| Die meisten im Finale vergebenen Punkte | Die meisten im Finale vergebenen Punkte | Die meisten im Finale vergebenen Punkte |
| Platz                                   | Land                                    | Punkte                                  |
| --------------------------------------- | --------------------------------------- | --------------------------------------- |
| 1                                       | Russland                                | 120                                     |
| 2                                       | Aserbaidschan                           | 099                                     |
| 3                                       | Moldau                                  | 083                                     |
| 3                                       | Schweden                                | 083                                     |
| 4                                       | Litauen                                 | 081                                     |
| 5                                       | Frankreich                              | 065                                     |

| Die meisten im Finale erhaltenen Punkte | Die meisten im Finale erhaltenen Punkte | Die meisten im Finale erhaltenen Punkte |
| Platz                                   | Land                                    | Punkte                                  |
| --------------------------------------- | --------------------------------------- | --------------------------------------- |
| 1                                       | Polen                                   | 202                                     |
| 2                                       | Moldau                                  | 193                                     |
| 3                                       | Israel                                  | 183                                     |
| 4                                       | Aserbaidschan                           | 170                                     |
| 5                                       | Lettland                                | 168                                     |

| Die meisten insgesamt vergebenen Punkte | Die meisten insgesamt vergebenen Punkte | Die meisten insgesamt vergebenen Punkte |
| Platz                                   | Land                                    | Punkte                                  |
| --------------------------------------- | --------------------------------------- | --------------------------------------- |
| 1                                       | Litauen                                 | 162                                     |
| 2                                       | Belarus                                 | 155                                     |
| 3                                       | Russland                                | 154                                     |
| 4                                       | Moldau                                  | 149                                     |
| 5                                       | Aserbaidschan                           | 139                                     |

| Die meisten insgesamt erhaltenen Punkte | Die meisten insgesamt erhaltenen Punkte | Die meisten insgesamt erhaltenen Punkte |
| Platz                                   | Land                                    | Punkte                                  |
| --------------------------------------- | --------------------------------------- | --------------------------------------- |
| 1                                       | Litauen                                 | 297                                     |
| 2                                       | Moldau                                  | 288                                     |
| 3                                       | Polen                                   | 279                                     |
| 4                                       | Lettland                                | 260                                     |
| 5                                       | Israel                                  | 240                                     |

### Vergaben der Höchstwertung
Seit 2003 vergab die Ukraine die Höchstpunktzahl an 16 verschiedene Länder, davon viermal an Russland. Im Halbfinale dagegen vergab die Ukraine die Höchstpunktzahl an 15 verschiedene Länder, davon fünfmal an Belarus.
| Höchstwertung (Finale) | Höchstwertung (Finale)     | Höchstwertung (Finale)   |
| Jahr                   | Land                       | Platz (Finale)           |
| ---------------------- | -------------------------- | ------------------------ |
| 2003                   | Russland                   | 3                        |
| 2004                   | Serbien und Montenegro     | 2                        |
| 2005                   | Moldau                     | 6                        |
| 2006                   | Russland                   | 2                        |
| 2007                   | Belarus                    | 6                        |
| 2008                   | Russland                   | 1                        |
| 2009                   | Norwegen                   | 1                        |
| 2010                   | Aserbaidschan              | 5                        |
| 2011                   | Georgien                   | 9                        |
| 2012                   | Aserbaidschan              | 4                        |
| 2013                   | Belarus                    | 16                       |
| 2014                   | Schweden                   | 3                        |
| 2015                   | Auf Teilnahme verzichtet   | Auf Teilnahme verzichtet |
| 2016                   | Litauen (J)                | 9                        |
| 2016                   | Russland (T)               | 3                        |
| 2017                   | Belarus (J)                | 17                       |
| 2017                   | Moldau (T)                 | 3                        |
| 2018                   | Frankreich (J)             | 13                       |
| 2018                   | Israel (T)                 | 1                        |
| 2019                   | Teilnahme zurückgezogen    | Teilnahme zurückgezogen  |
| 2020                   | Wettbewerb abgesagt        | Wettbewerb abgesagt      |
| 2021                   | Italien (J & T)            | 1                        |
| 2022                   | Vereinigtes Königreich (J) | 2                        |
| 2022                   | Polen (T)                  | 12                       |
| 2023                   | Schweden (J)               | 1                        |
| 2023                   | Polen (T)                  | 19                       |
| 2024                   | Schweiz (J & T)            | 1                        |
| 2025                   | Deutschland (J)            | 15                       |
| 2025                   | Litauen (T)                | 16                       |

| Höchstwertung (Halbfinale) | Höchstwertung (Halbfinale) | Höchstwertung (Halbfinale) |
| Jahr                       | Land                       | Platz (Halbfinale)         |
| -------------------------- | -------------------------- | -------------------------- |
| 2004                       | Serbien und Montenegro     | 1                          |
| 2005                       | Moldau                     | 2                          |
| 2006                       | Russland                   | 3                          |
| 2007                       | Belarus                    | 4                          |
| 2008                       | Georgien                   | 5                          |
| 2009                       | Aserbaidschan              | 2                          |
| 2010                       | Aserbaidschan              | 2                          |
| 2011                       | Slowakei                   | 13                         |
| 2012                       | Belarus                    | 16                         |
| 2013                       | Belarus                    | 7                          |
| 2014                       | Armenien                   | 4                          |
| 2015                       | Auf Teilnahme verzichtet   | Auf Teilnahme verzichtet   |
| 2016                       | Australien (J)             | 1                          |
| 2016                       | Polen (T)                  | 6                          |
| 2017                       | Belarus (J & T)            | 9                          |
| 2018                       | Niederlande (J)            | 7                          |
| 2018                       | Moldau (T)                 | 3                          |
| 2019                       | Teilnahme zurückgezogen    | Teilnahme zurückgezogen    |
| 2020                       | Wettbewerb abgesagt        | Wettbewerb abgesagt        |
| 2021                       | Australien (J)             | 14                         |
| 2021                       | Litauen (T)                | 4                          |
| 2022                       | Niederlande (J)            | 2                          |
| 2022                       | Litauen (T)                | 7                          |
| 2023                       | Polen                      | 3                          |
| 2024                       | Kroatien                   | 1                          |
| 2025                       | Norwegen                   | 8                          |

## Verschiedenes
- Der ukrainische Beitrag von 2006 hieß ursprünglich I Am Your Queen, er erhielt nach dem Vorentscheid aber einen komplett neuen Text. Verfasst wurde dieser von Pavel Shilko – dem Moderator des Eurovision Song Contests 2005 in Kiew.
- Ruslana war ursprünglich als Moderatorin des Eurovision Song Contests in Kiew angekündigt, gab aber knapp zwei Wochen vor der Veranstaltung ihren Rückzug aus zeitlichen Gründen bekannt.[18] Intern wurde gelästert, dass Ruslana wegen mangelnder englischer Sprachkenntnisse ihren Rückzug bekannt gab.
- Seit dem Eurovision Song Contest 2005 gilt für Bürger der EU und der Schweiz, die in die Ukraine einreisen, Visafreiheit für 90 Tage. Diese Einreiseerleichterung wurde bei den Contests 2009 in Moskau (Russland) und 2012 in Baku (Aserbaidschan) jedoch nicht übernommen.[19][20]
- Bei Mika Newtons Auftritt 2011 wurden die Gewinner des ukrainischen Pendants zu "Das Supertalent", Ksenija Symonowa, als Sandmalerin eingesetzt und ihre Zeichnungen auf die LED-Wand im Hintergrund übertragen.
- 2013 wurde die ukrainische Interpretin Zlata Ohnjewitsch von Igor Vowkowinskij, dem größten lebenden Menschen der USA, auf die Bühne getragen.[21]
- Die Ukraine ist das einzige osteuropäische Land, welches den Eurovision Song Contest mehr als einmal gewonnen hat.
- Die Ukraine war das erste Land, welches mit über 400 Punkten gewann.
- Die Ukraine ist das einzige Land, das noch nie im Halbfinale ausgeschieden ist und bislang immer im Finale teilnahm.

## Impressionen

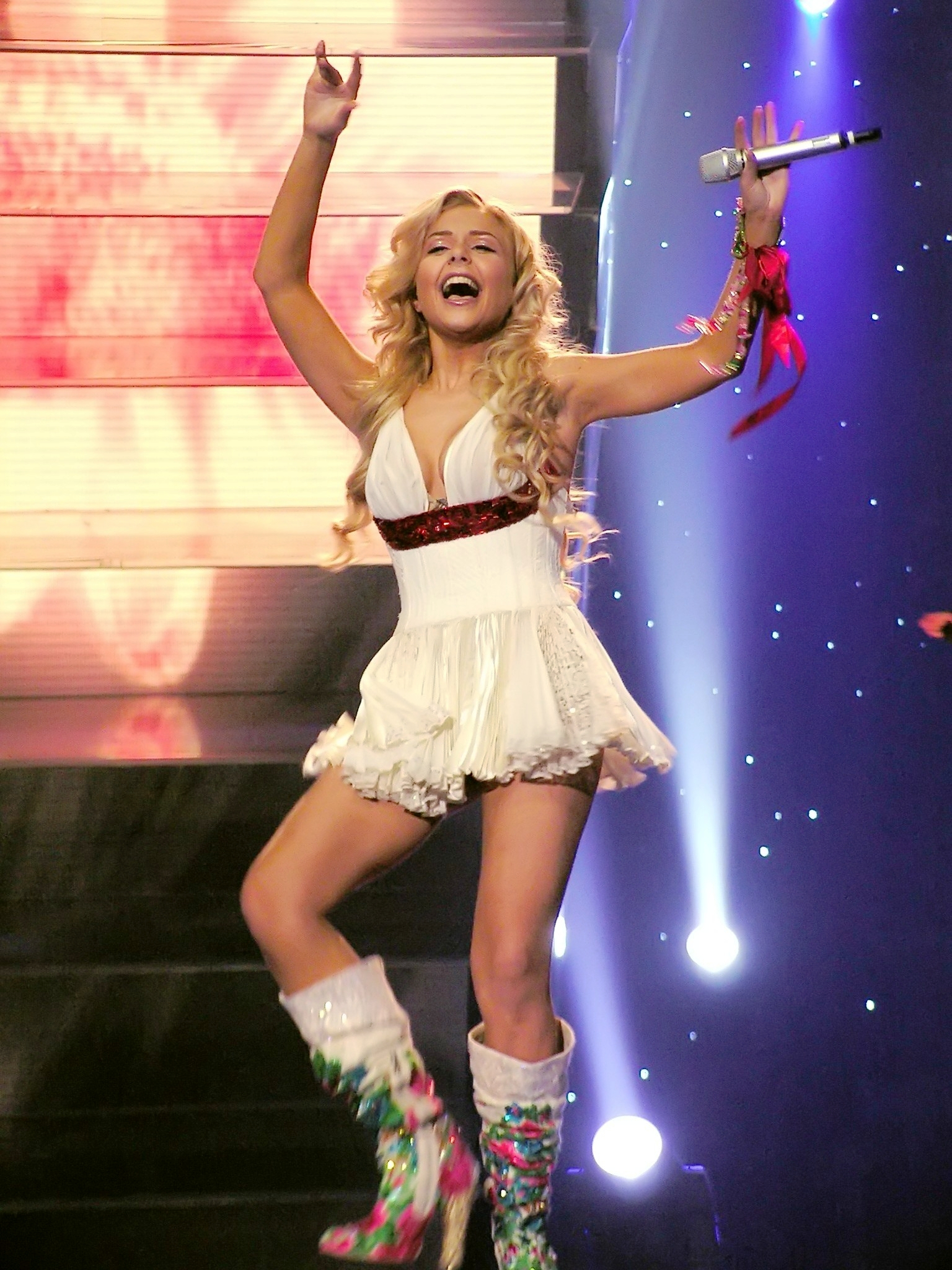
Tina Karol 2006
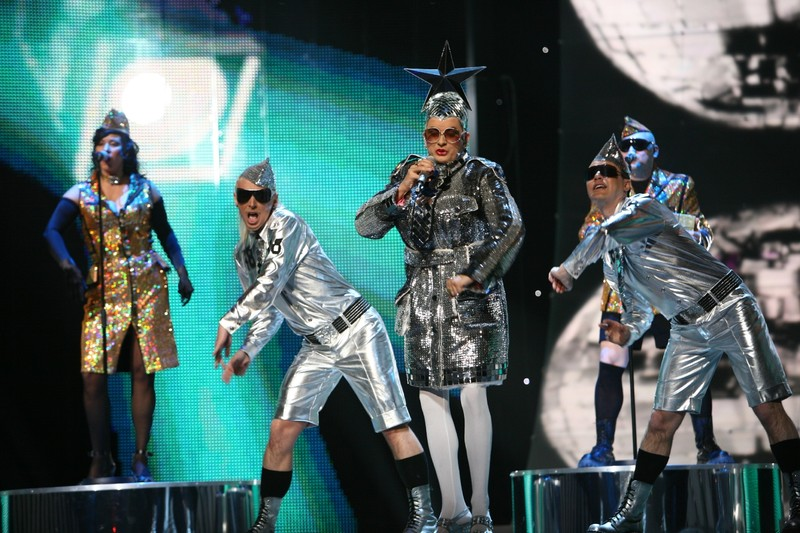
Verka Serduchka 2007
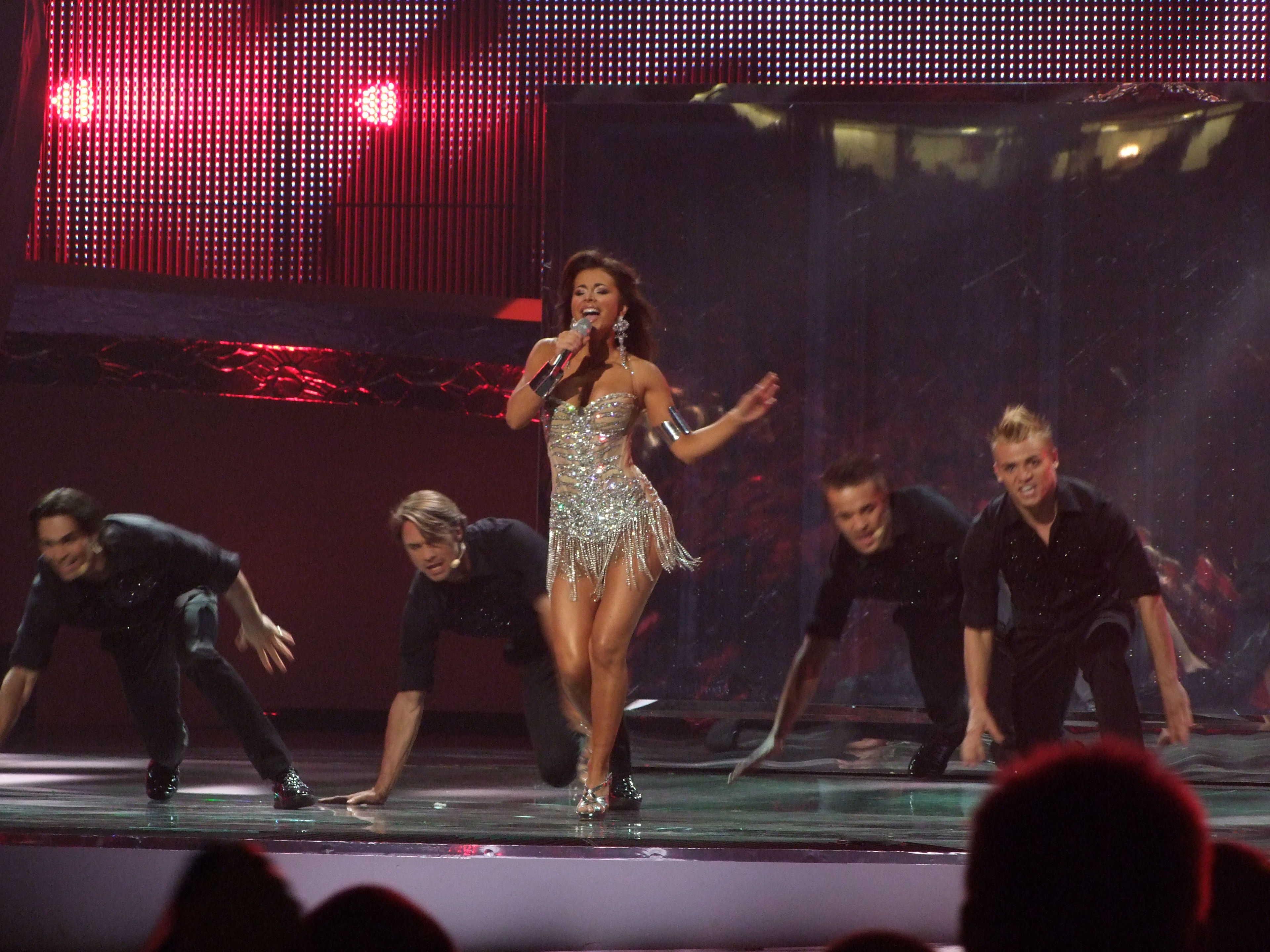
Ani Lorak 2008
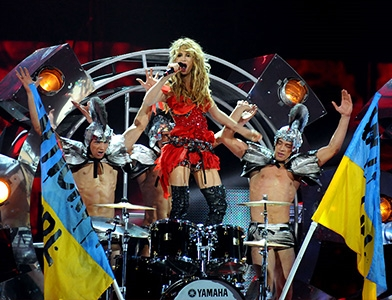
Swetlana Loboda 2009
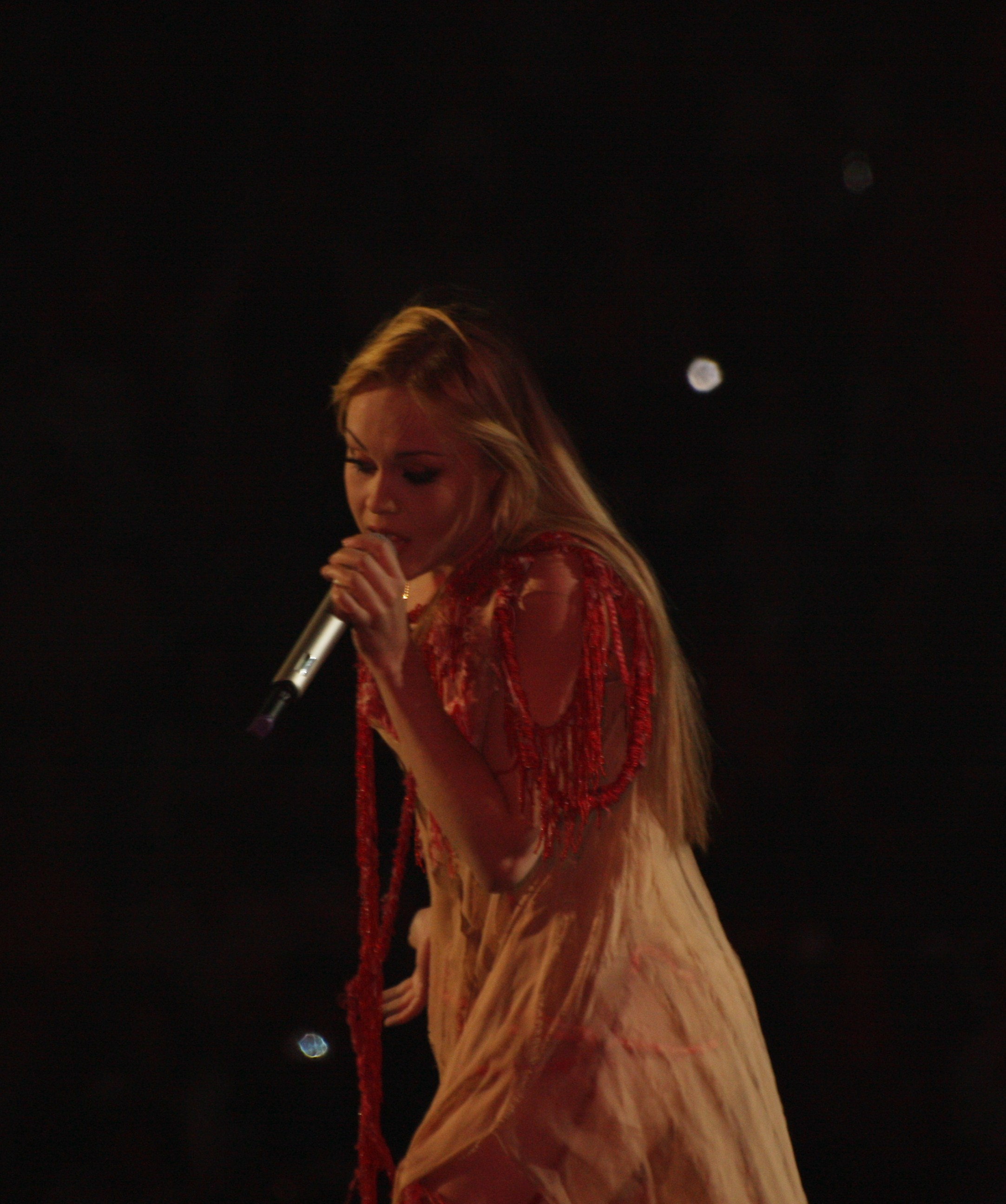
Alyosha 2010
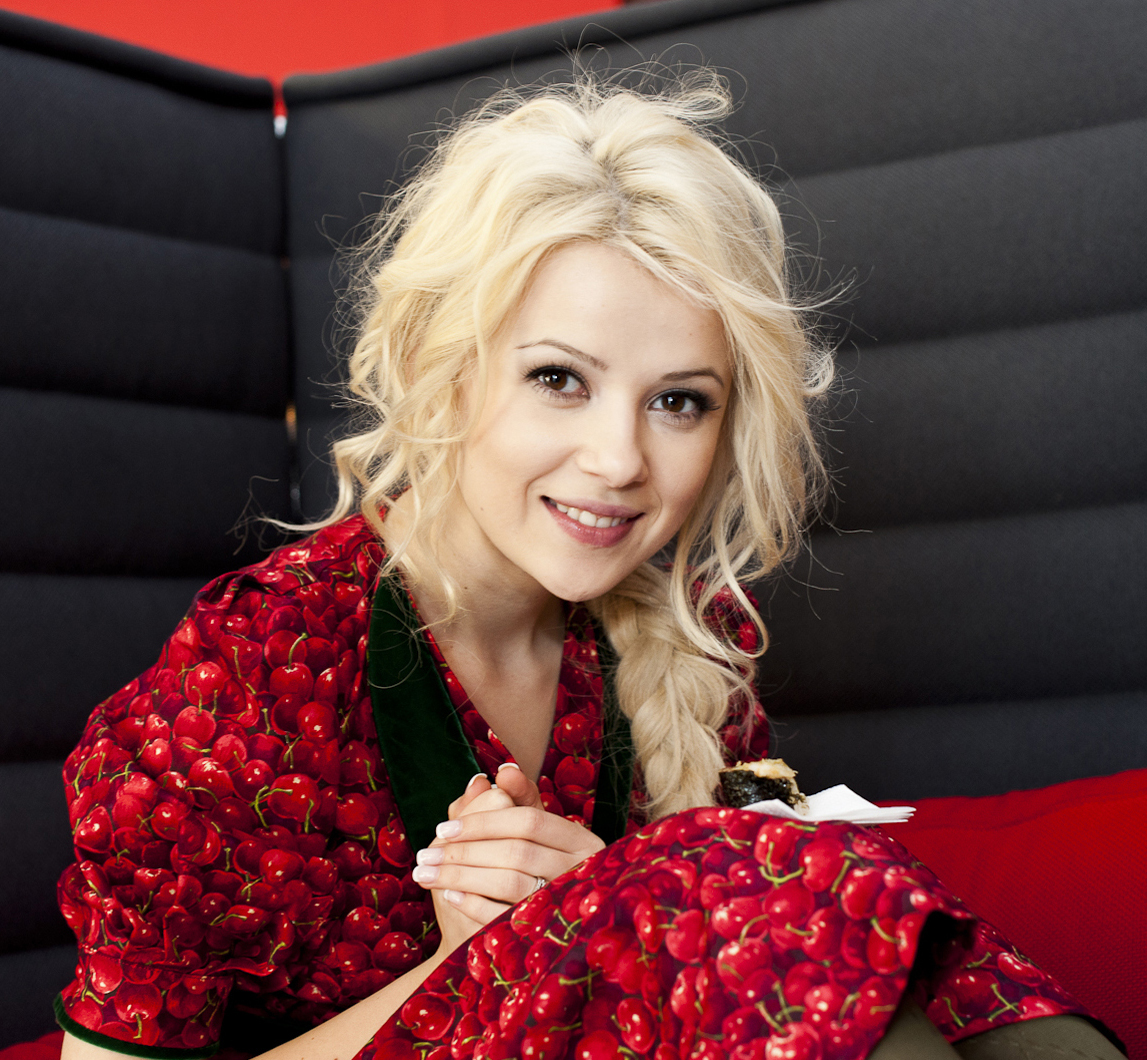
Mika Newton 2011
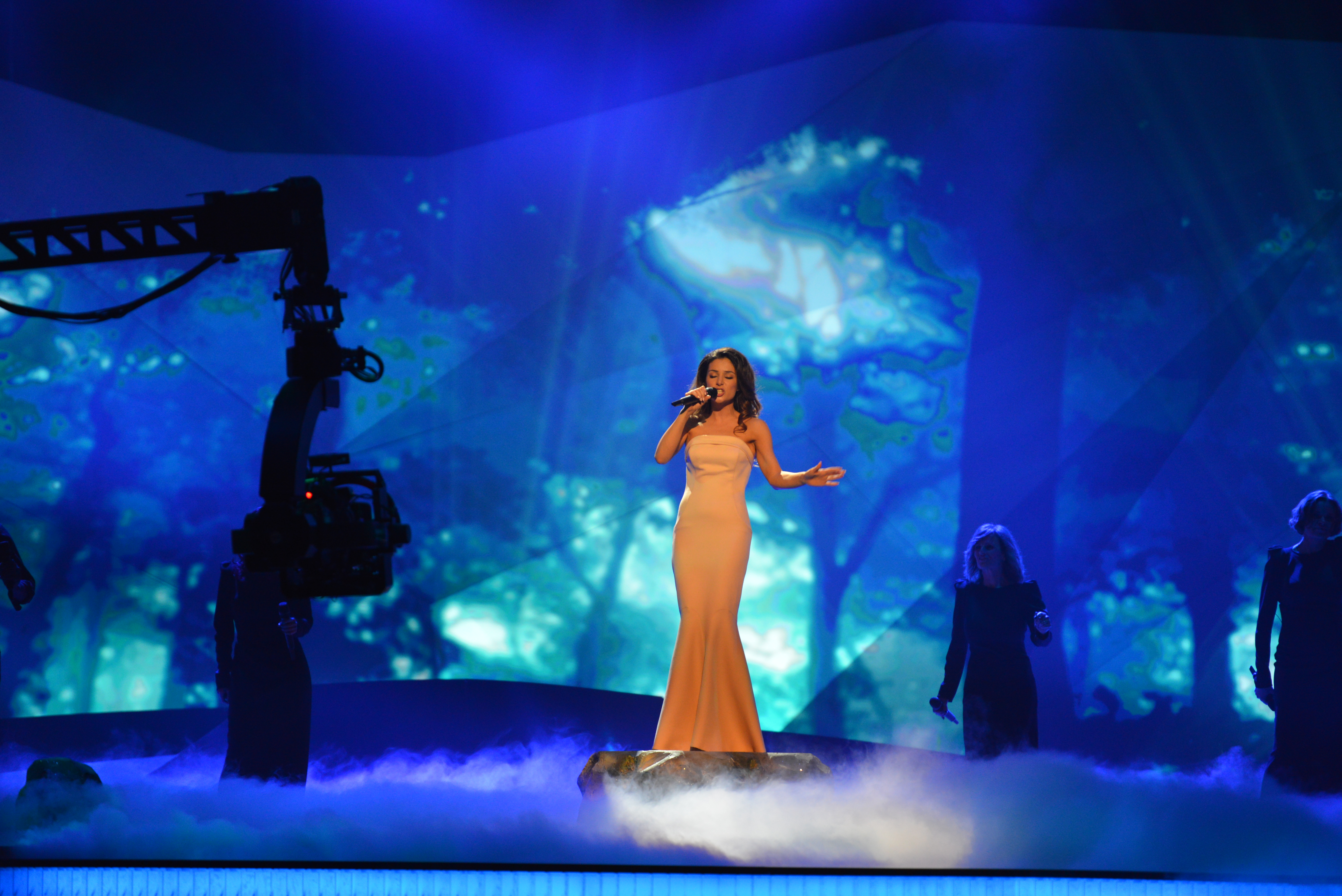
Zlata Ognevich 2013
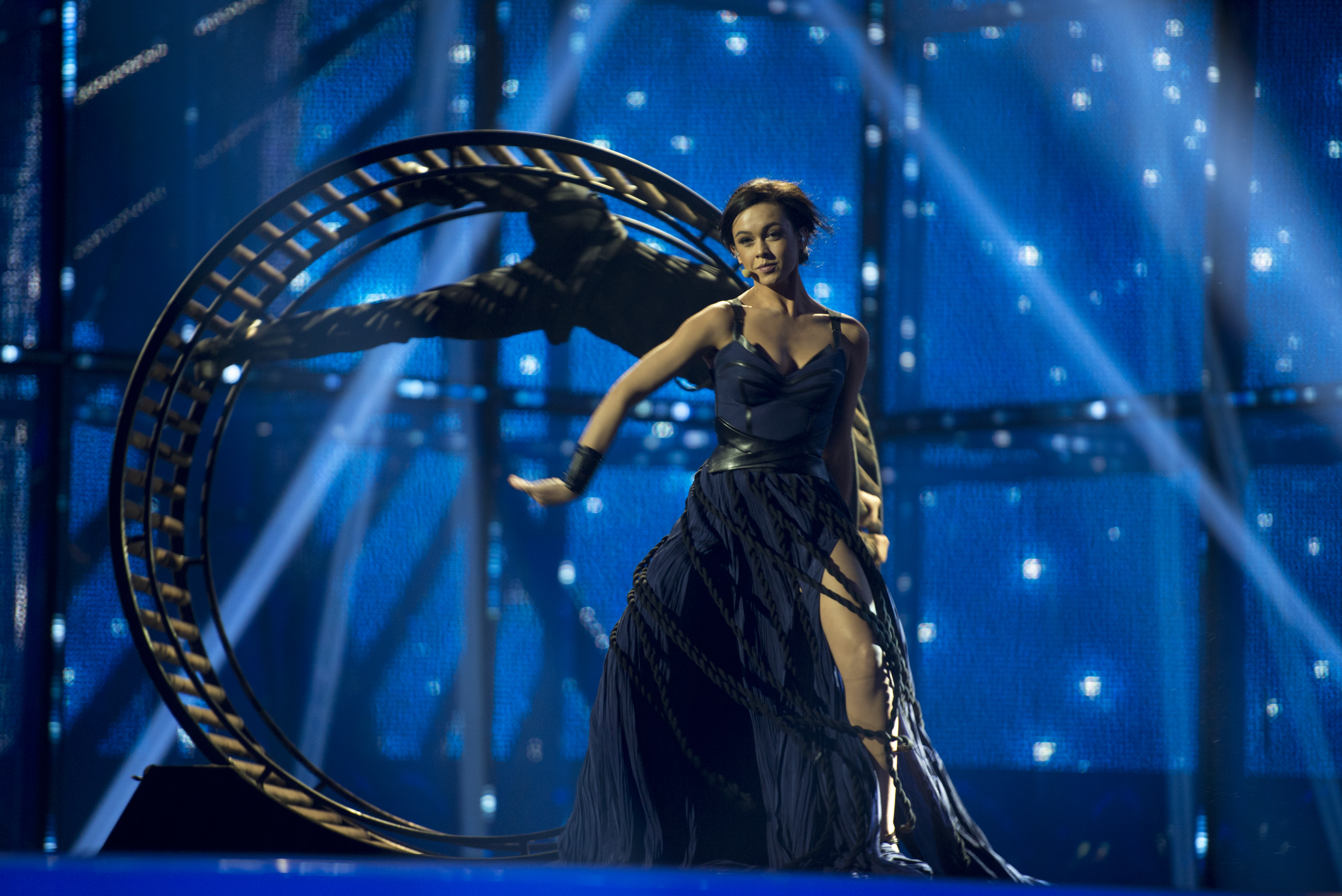
Maria Yaremchuk 2014
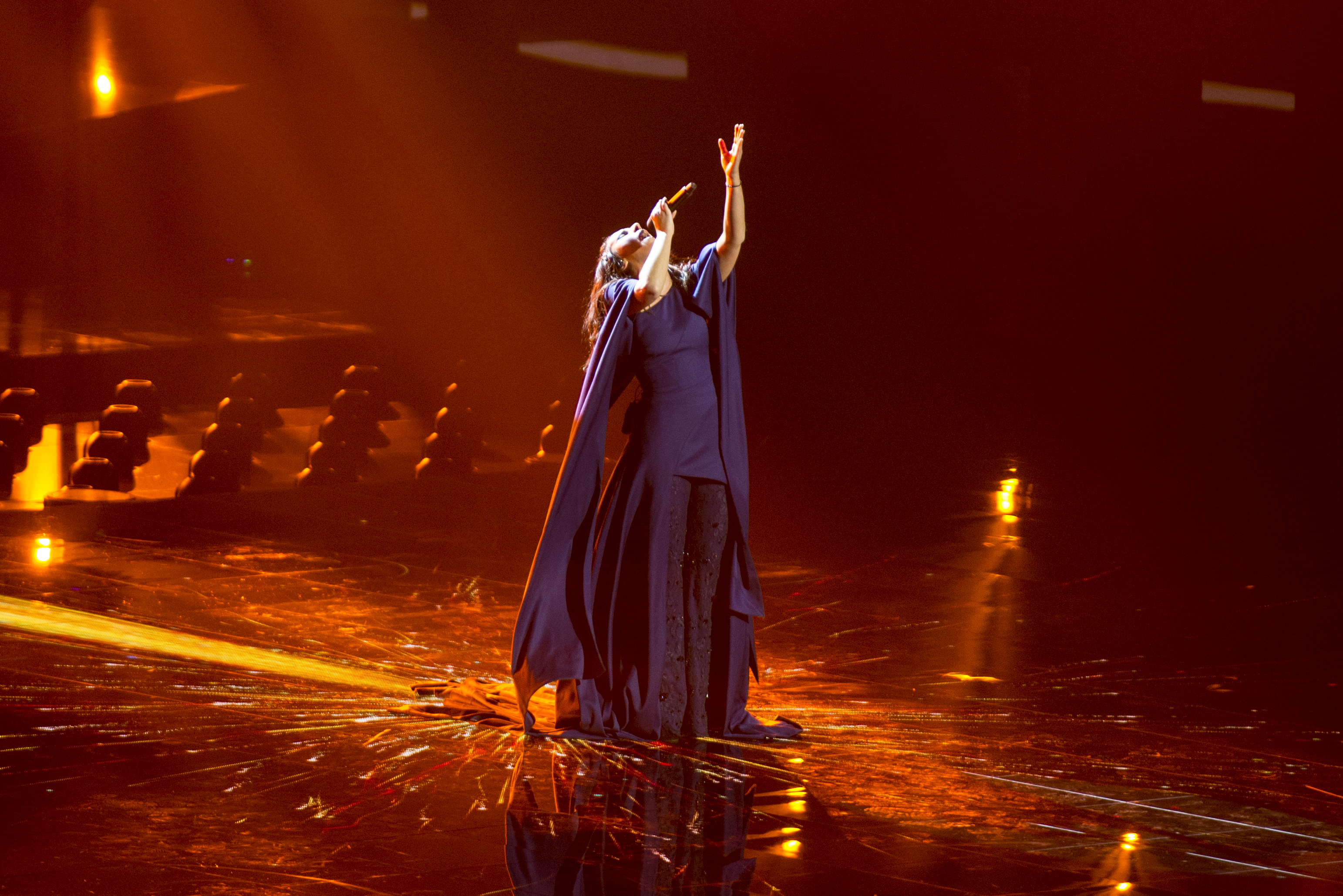
Jamala 2016
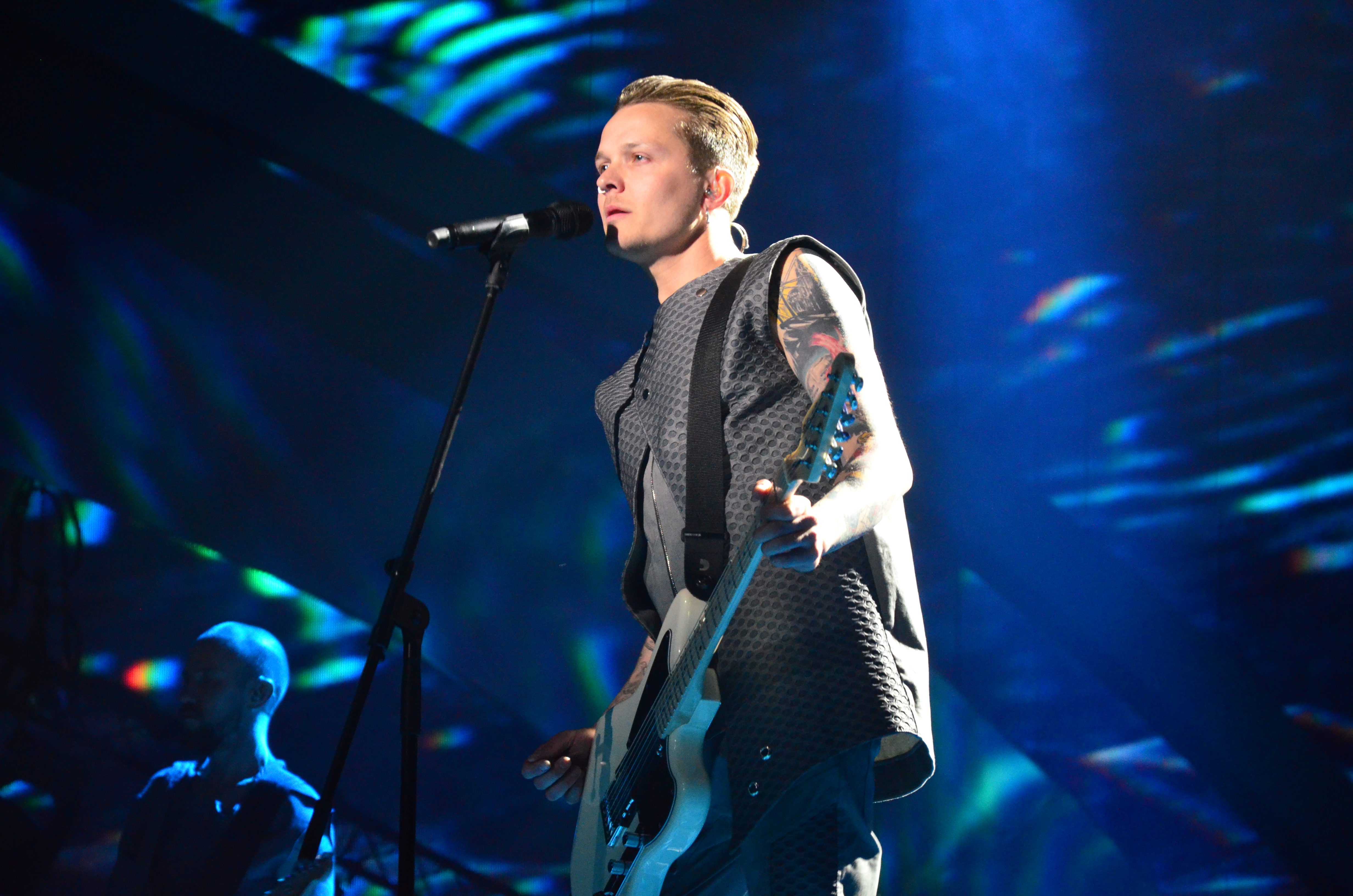
O.Torvald 2017
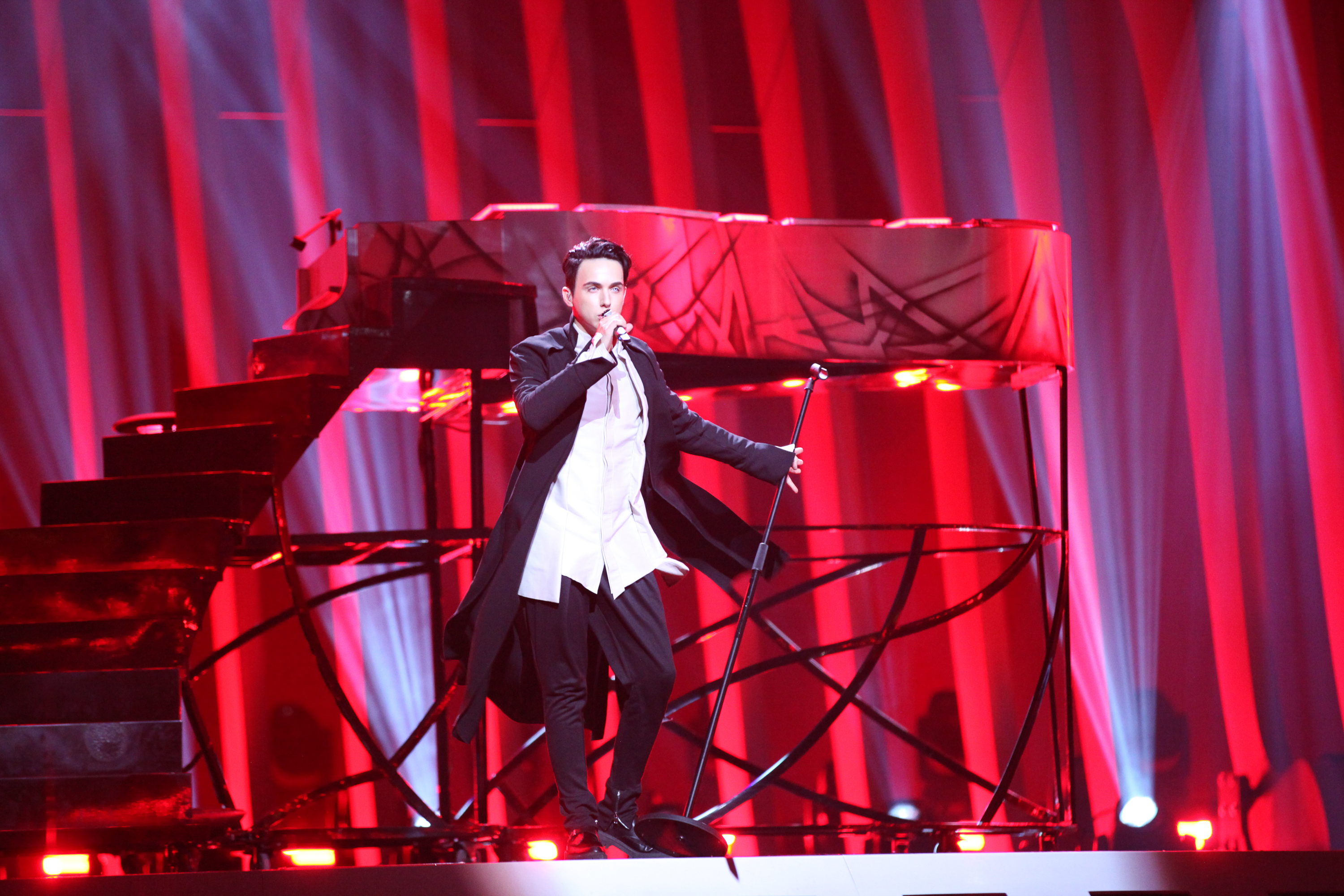
Mélovin 2018
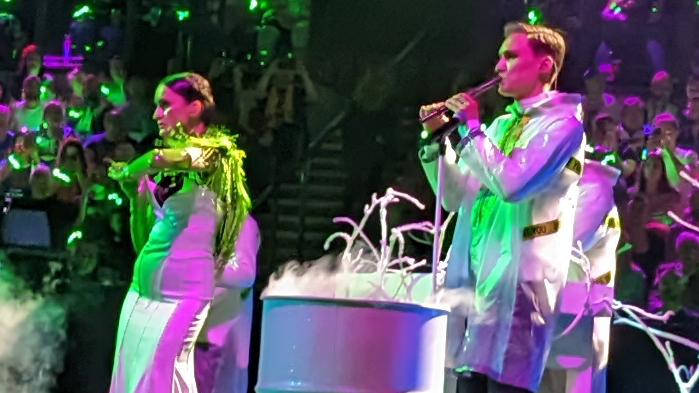
Go_A 2021
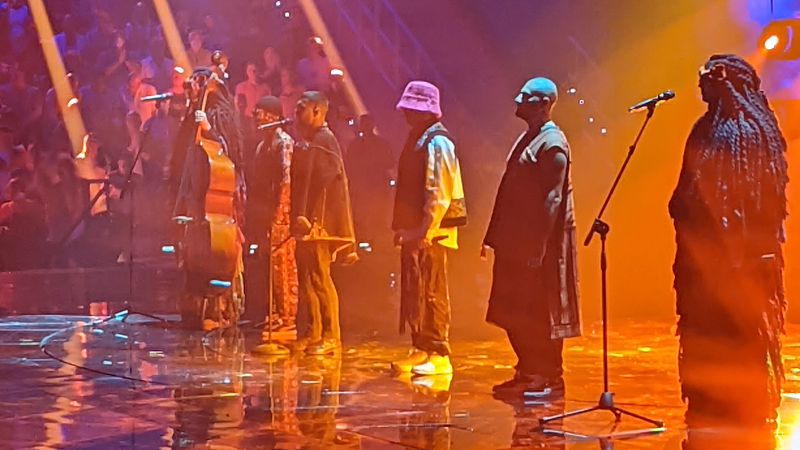
Kalush Orchestra 2022
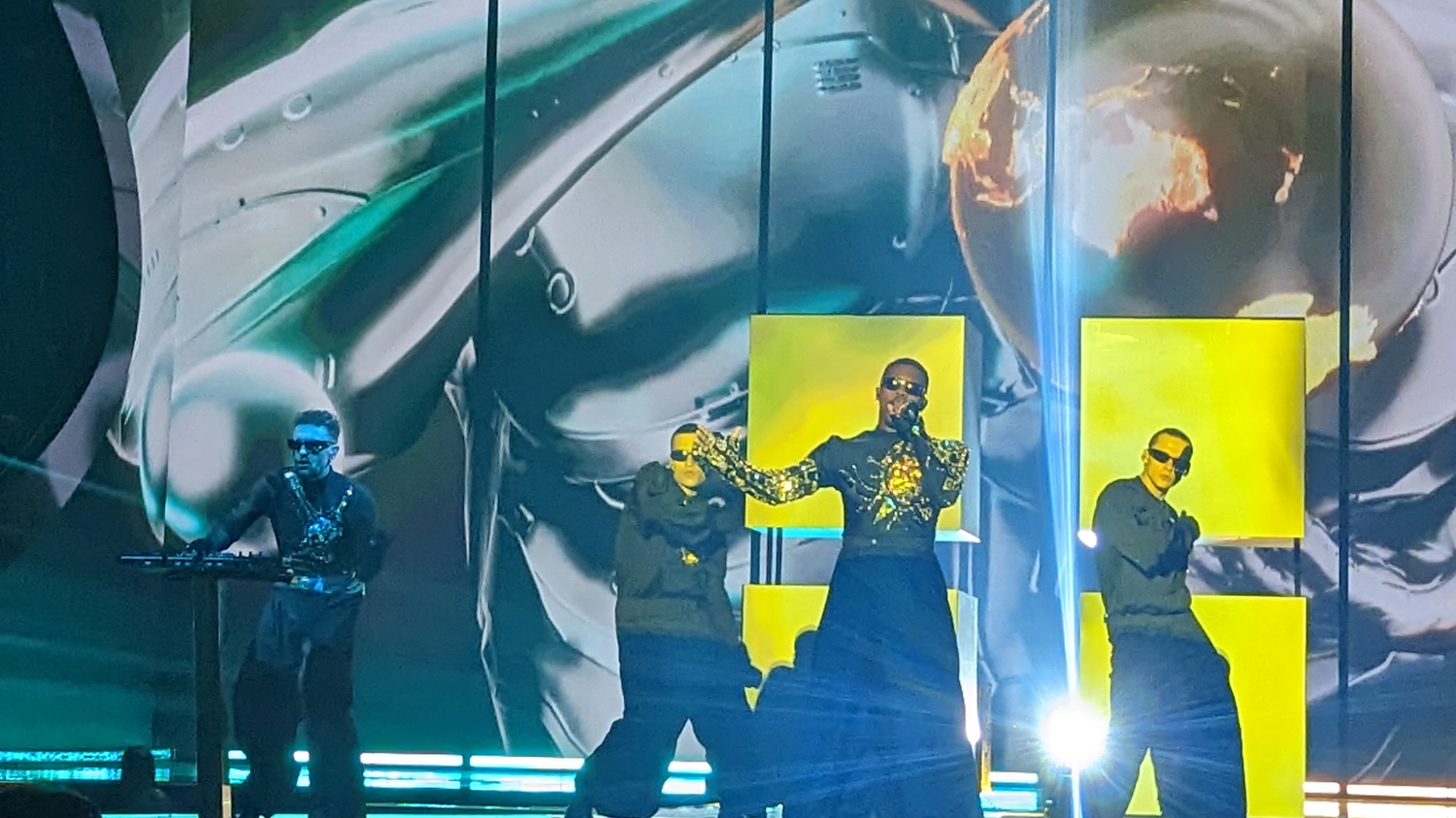
TVORCHI 2023
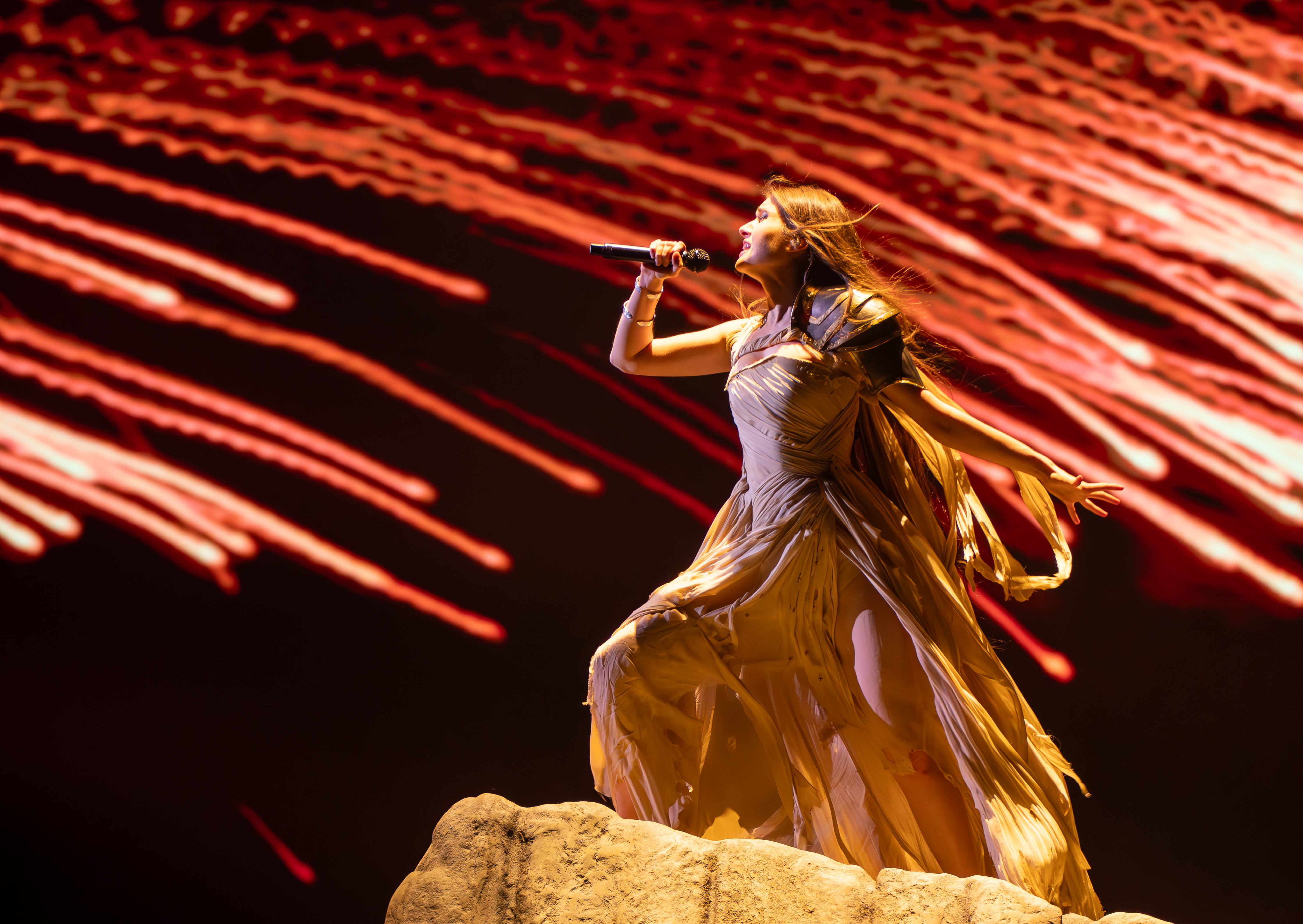
Alyona Alyona & Jerry Heil (hier zu sehen) 2024
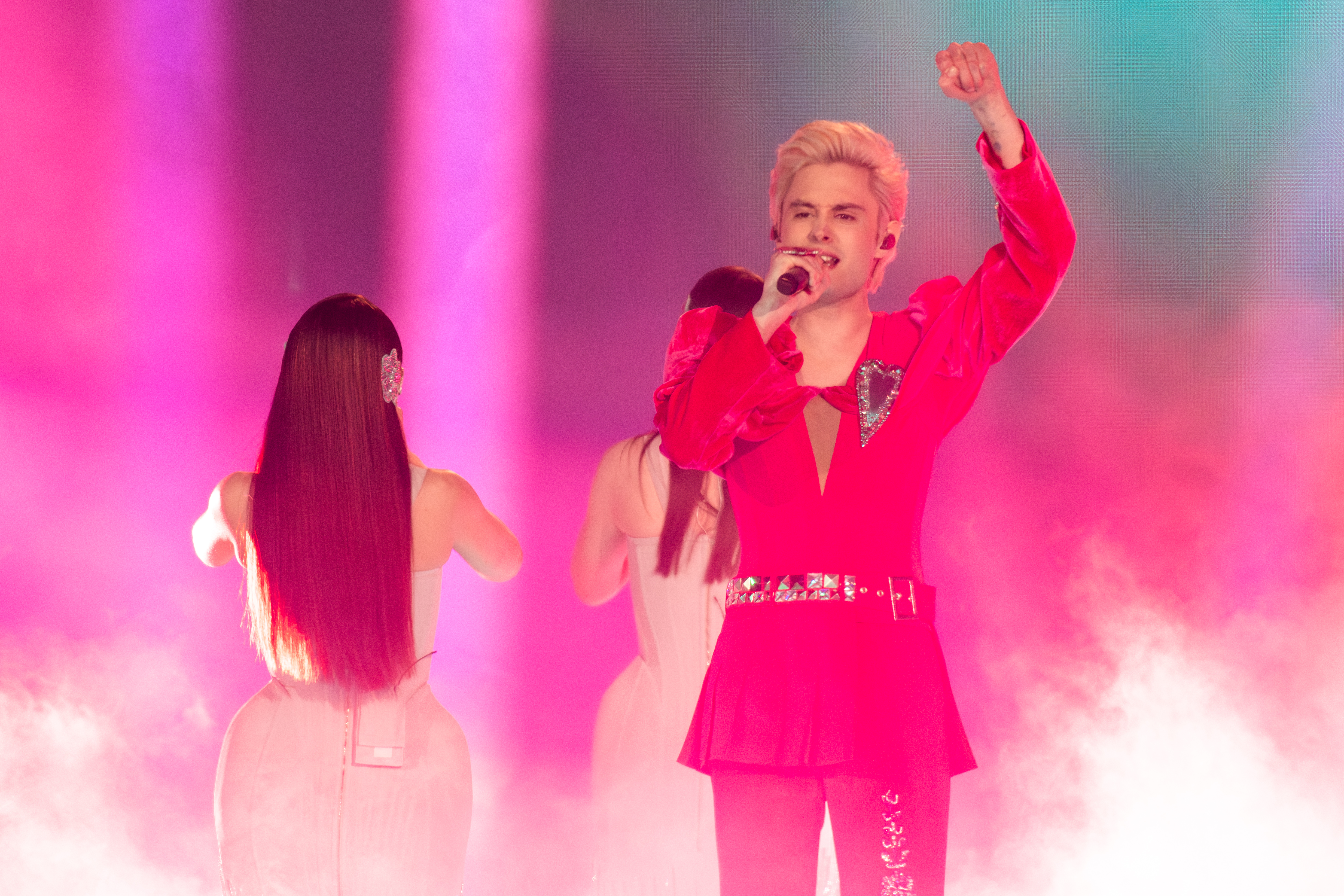
Ziferblat 2025